# ماسارو آکیبا
ماسارو آکیبا (انگلیسی: Masaru Akiba؛ زادهٔ ۱۹ فوریهٔ ۱۹۸۴) بازیکن فوتبال اهل ژاپن است.